# Escuela Diplomática
La Escuela Diplomática, dependiente del Ministerio de Asuntos Exteriores de España, es la principal institución formativa para los miembros del servicio exterior español. Es el centro que en España ofrece la formación más amplia y de más larga data en relaciones internacionales y diplomacia.
Se halla sita en el paseo de Juan XXIII, 5 (C.P. 28040), en el barrio de Ciudad Universitaria de la ciudad de Madrid.

## Acceso a la carrera diplomática
En la Escuela Diplomática se han formado, desde su creación en 1942, los miembros de la carrera diplomática española. La Escuela Diplomática ocupa la actual sede en paseo Juan XXIII desde 1954.
La fase de oposición a la carrera diplomática tiene lugar en la sede de la Escuela Diplomática. A continuación, aquellos candidatos que aprueban la oposición realizan en la Escuela un curso selectivo para funcionarios en prácticas, al cabo del cual los participantes pasan a ser funcionarios de carrera. 
La formación del curso selectivo comprende, entre otros, asuntos como: profundización en cuestiones internacionales; gestión de crisis; simulación de reuniones en foros multilaterales; técnicas de negociación y liderazgo; resolución de casos prácticos de política exterior; cuestiones sobre seguridad y terrorismo; práctica diplomática y consular; diplomacia cultural y científica; presencia de las empresas españolas en el exterior; gestión de presupuestos y equipos; visados; registro civil; derecho notarial; medios de comunicación y redes sociales; diplomacia pública y digital.
Una vez concluido el curso, el Rey de España asiste cada año a la Escuela Diplomática, junto con el ministro de Asuntos Exteriores, a la entrega de despachos a la última promoción de funcionarios diplomáticos.
Desde 2020 la Escuela Diplomática ofrece un programa de ayuda para la preparación de las oposiciones de ingreso a la carrera diplomática, dirigido a proporcionar a los participantes la formación elemental para acometer los ejercicios de la oposición. 
Al mismo tiempo, la Escuela Diplomática ha encargado a profesores universitarios, diplomáticos, miembros de cuerpos superiores de la Administración, jueces, etc., un temario completo de la oposición a la carrera diplomática. El temario, que no es oficial sino orientativo, está disponible para opositores y personas interesadas. 

## Formación del personal del Servicio Exterior del Estado
Además de la formación inicial de acceso a la carrera diplomática, la Escuela Diplomática ofrece cursos de formación continua a los diplomáticos españoles y otros funcionarios del Servicio Exterior del Estado.
Esta formación al personal del Servicio Exterior se canaliza principalmente a través de tres áreas: formación continua; cursos de incorporación al exterior del personal del Ministerio de Asuntos Exteriores, Unión Europea y Cooperación; y cursos para consejeros y agregados de otros ministerios destinados a consulados y embajadas de España.
En el marco de la formación continua, la Escuela Diplomática brinda un amplio elenco de cursos especializados a los funcionarios diplomáticos y también a otros funcionarios del servicio exterior para que perfeccionen y actualicen sus conocimientos y capacidades en las distintas áreas necesarias para el ejercicio de su profesión. Estos cursos breves, normalmente de una semana de duración, son eminentemente prácticos e incluyen talleres especializados. Las áreas temáticas cubiertas por estos cursos son, entre otras: derecho y práctica consular, diplomacia pública y digital, protocolo, diplomacia cultural y científica, cooperación al desarrollo, asuntos administrativos, gestión contable, gestión de crisis, política exterior feminista, diplomacia económica, idiomas y liderazgo. 
Anualmente la Escuela Diplomática organiza cursos de incorporación para todos aquellos funcionarios que salgan destinados a la red de embajadas, representaciones permanentes y consulados de España en el exterior. Estos cursos especializados se celebran normalmente en la primavera y tienen un contenido práctico. Se ofrecen, entre otros, los siguientes: curso para cónsules y encargados de asuntos consulares; curso para consejeros culturales; curso para encargados de asuntos de cooperación; curso para encargados de asuntos administrativos; curso sobre diplomacia económica.
Asimismo, la Escuela Diplomática organiza anualmente, antes de su incorporación a embajadas y consulados, cursos dirigidos a futuros consejeros y agregados de distintos ministerios como Defensa, Interior, etc. En estos cursos se expone la política exterior de España en general y de las zonas geográficas a donde van destinados dichos funcionarios. Se proporcionan conocimientos prácticos relativos al funcionamiento de las Embajadas y Representaciones, al estatuto diplomático, así como sobre otras actividades y condiciones relacionadas con el ejercicio de las funciones en el exterior. 

## Máster en Diplomacia y RRII
La Escuela organiza anualmente, desde hace más de treinta años, un máster de formación permanente en Diplomacia y Relaciones Internacionales en colaboración con universidades públicas españolas, como las universidades Complutense, Autónoma de Madrid, Carlos III de Madrid, de Alcalá, etc., así como con prestigiosas instituciones como el CSIC y el CESEDEN. Anteriormente el máster se titulaba Curso de Estudios Internacionales.
El máster responde al objetivo de la Escuela Diplomática de convertirse, mediante su continuada labor docente basada en la excelencia académica, en el centro de referencia mundial, en lengua española, de formación de analistas y especialistas en relaciones internacionales, impartiendo materias relacionadas con destacados estudiantes de postgrado, tanto españoles como extranjeros, diplomáticos o no, a fin de completar su formación académica.
La Escuela Diplomática ofrece ayudas de estudio para los alumnos españoles del máster, así como, una vez concluido el máster, becas para realizar prácticas remuneradas en el Ministerio de Asuntos Exteriores, Unión Europa y Cooperación, y en embajadas de España. Separadamente, la Agencia Española de Cooperación Internacional para el Desarrollo (AECID) y la Fundación Carolina ofrecen becas a los alumnos extranjeros.

## Cursos
La Escuela Diplomática también ofrece cursos abiertos a un público más amplio, tales como:
- Curso sobre la Unión Europea: ofrecido con carácter trimestral desde 1977, que imparten profesores altamente especializados en asuntos de la Unión Europea y altos funcionarios de la Administración del Estado con funciones en esta materia.

- Cursos sobre áreas geográficas específicas o cuestiones de actualidad: Islam y mundo árabe, Judaísmo e Israel, Iberoamérica y el Caribe, Mediterráneo, Actualidad de la Política Exterior Española, etc.

- Cursos de diplomacia y relaciones internacionales para periodistas.

- Cursos para observadores electorales de corta duración.

- Cursos de Protocolo.

- Curso de Política Exterior Feminista e Igualdad de Género.

- Seminario sobre Derechos Humanos.

## Otras actividades
De manera periódica la Escuela Diplomática organiza conferencias, mesas redondas y presentaciones de libros de materias relacionadas con la diplomacia, las relaciones internacionales y la actualidad internacional. 

## Embajador-director
Directores de la Escuela Diplomática desde 1942:
- Emilio de Palacios y Fau (1942-1946)
- José María Doussinague y Teixidor (1946-1949)
- Juan Francisco de Cárdenas y Rodríguez de Rivas (1950-1957)
- Cristóbal del Castillo y Campos (1957-1958)
- Emilio de Navasqüés y Ruiz de Velasco, Conde de Navasqüés (1950-1972)
- Juan José Rovira y Sánchez-Herrero (1973-1974)
- Gonzalo Fernández de la Mora y Mon (1976)
- José Antonio Giménez-Arnau y Gran (1976-1979)
- José María Moro Martín-Montalbo (1979-1983)
- Juan Ignacio Tena Ybarra (1983-1985)
- Miguel Ángel Ochoa Brun (1985-1991)
- Ramón Armengod López (1991-1994)
- José Coderch Planas (1994‐1996)
- Mariano Ucelay de Montero (1996-1999)
- José María Velo de Antelo (1999-2002)
- María Isabel Vicandi Plaza (2002-2003)
- Antonio Cosano Pérez (2003-2004)
- Andrés Collado González (2004-2007)
- Ignacio Sagaz Temprano (2007-2009)
- José Antonio Martínez de Villareal Baena (2009-2012)
- José Luis de la Peña Vela (2012-2015)
- Enrique Viguera Rubio (2015-2017)
- Ramón Gil-Casares Satrústegui (2017-2018)
- Fernando Fernández-Arias Minuesa (2018-2021)
- Alberto Antón Cortés (2021-2022)
- Santiago Miralles Huete (2022-2024)
- Cecilia Robles Cartes (2024- )

## Biblioteca y publicaciones
La Biblioteca de la Escuela Diplomática, creada en 1943, tiene como misión prioritaria servir de apoyo documental a los programas de enseñanza de la Escuela Diplomática, proporcionar el acceso a la información a los alumnos de la Escuela y a investigadores externos que necesiten consultar sus fondos documentales.
El fondo documental está formado por una colección de monografías de cerca de 60.000 volúmenes y alrededor de 300 publicaciones periódicas cerradas y en curso, especializadas en relaciones internacionales, Derecho Internacional, Derecho diplomático y consular, Economía internacional, Historia contemporánea y materias conexas, así como una colección de referencia. Además, contiene una importante colección de documentación internacional por ser Biblioteca depositaria Oficial (parcial) de las publicaciones de Naciones Unidas. 
Las publicaciones de la Escuela Diplomática reflejan el contenido de las actividades que se realizan durante el año académico relacionadas con la diplomacia y las relaciones internacionales. Entre las publicaciones destacan los "Cuadernos de la Escuela Diplomática" y la "Colección Escuela Diplomática". Ocasionalmente se editan monografías coincidiendo con el aniversario de acontecimientos históricos o eventos internacionales. 

## Convenios de colaboración
La Escuela Diplomática tiene suscritos diferentes acuerdos de colaboración con diversas instituciones españolas especializadas en materias concernientes a las relaciones internacionales como, por ejemplo: las Casas, consorcios en los que participa el Ministerio de Asuntos Exteriores, Unión Europea y Cooperación (Casa América, Casa Asia, Casa Árabe, Casa África, Centro Sefarad-Israel, etc.); con las Fundaciones-Consejo en las que participa el Ministerio de Asuntos Exteriores, Unión Europea y Cooperación; y con centros de pensamiento, revistas especializadas y escuelas de negocios.
La Escuela colabora con la Unidad de Funcionarios Internacionales del Ministerio de Asuntos Exteriores, Unión Europea y Cooperación a fin de promover el reclutamiento de españoles por las organizaciones internacionales.
Para el desarrollo del máster de formación permanente en Diplomacia y Relaciones Internacionales, el Ministerio de Asuntos Exteriores, Unión Europea y Cooperación suscrito un Convenio con las siguientes universidades públicas: Universidad Complutense, Universidad Autónoma de Madrid, Universidad Politécnica de Madrid, Universidad de Alcalá, Universidad Carlos III de Madrid, Universidad Rey Juan Carlos, Universidad Internacional Menéndez Pelayo y Universidad Nacional a Distancia. La Escuela Diplomática colabora asimismo con otras universidades españolas y con instituciones como el CESEDEN o el CSIC.
La Escuela Diplomática pertenece y participa en redes internacionales como la Asociación de Academias Diplomáticas Iberoamericanas y el Programa de Formación Diplomática en el seno de la Unión Europea. Hay una variedad de Acuerdos de Cooperación académica con unos setenta países terceros con sistemas de formación parecidos al de la Escuela Diplomática. 

## Otros
En la sede de la Escuela Diplomática tienen lugar los exámenes anuales de Intérprete jurado, de la Oficina de intérpretes jurados del Ministerio de Asuntos Exteriores, así como otros exámenes de otros cuerpos de funcionarios.
En sus instalaciones tienen su sede la Asociación Española de Profesores de Derecho Internacional y Relaciones Internacionales (AEPDIRI). 